# Archidiocèse de Garoua
L’ archidiocèse de Garoua est une circonscription ecclésiastique de l'Église catholique au Cameroun. Son siège est la cathédrale Sainte-Thérèse.

## Histoire
La préfecture apostolique de Garoua est créée le 9 janvier 1947 par détachement du vicariat de Foumban. Le 17 mars 1951, elle cède une partie de son territoire au profit de la nouvelle préfecture de Moundou. La circonscription est élevée au rang de vicariat apostolique le 24 mars 1953, puis au rang de diocèse dès le 14 septembre 1955.
Le diocèse de Garoua cède une partie de son territoire au profit de est érigé le 17 mars 1983 à partir du diocèse de Doumé. Le diocèse est démembré deux fois pour former de nouvelles préfectures apostoliques : Pala (Tchad) le 19 décembre 1956 d'abord, puis Maroua-Mokolo et Yagoua le 11 mars 1968.
Le 18 mars 1982, il est élevé au rang d’archidiocèse métropolitain. Le 19 novembre suivant, le diocèse de Ngaoundéré est érigé à partir d’une portion de l’archidiocèse.
Depuis 1983, il est jumelé avec le diocèse de Périgueux et Sarlat en France.

## Géographie
Le diocèse s’étend sur 65 576 km2. Il couvre la région du Nord, soit les départements de Bénoué, Faro, Mayo-Louti et Mayo-Rey. Il a pour suffragants les diocèses de Maroua-Mokolo, Ngaoundéré et Yagoua.

## Enseignement
En 2015, l’archidiocèse comptait six écoles maternelles, dix-neuf écoles primaires et quatre collèges.
À Guider on trouve un petit séminaire, fondé en 1987 par l’archevêque d’alors, Christian Tumi.